# Kazimierz Alchimowicz

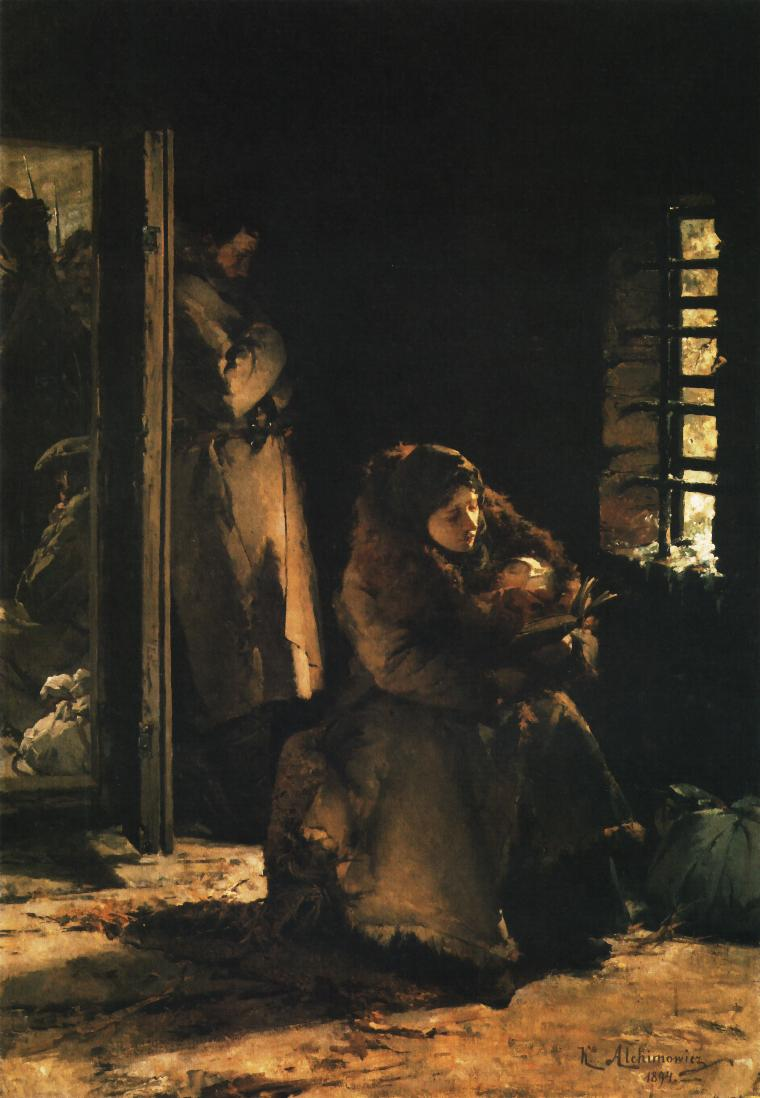
Lugar de detención, 1894.

Kazimierz Alchimowicz (Dziembrow, Bielorrusia, 1840 – Varsovia, 1916) fue un pintor romántico polaco, nacido en Bielorrusia.
Nacido en Dziębrów, Bielorrusia, Alchimowicz fue desterrado a Siberia durante seis años por su participación en el Alzamiento de Enero. A su regreso, se matriculó en clase de dibujo en Varsovia impartida por Wojciech Gerson. La clase tuvo una gran influencia en sus posteriores obras artísticas. Más tarde estudió arte en Múnich (Alemania) y en París (Francia). Estando en Francia, Alchimowicz trabajó como artesano, decorando piezas de porcelana y cerámica. Se asentó permanentemente en Varsovia en 1880 para pintar profesionalmente. Su inspiración artística principalmente provenía de temas patrióticos e históricos. Entre sus obras más destacadas se encuentra una serie de doce tablillas tituladas Goplana. Fue bienvenido con gran entusiasmo por parte de los críticos de arte de la época. 